# Matjaž Kek
Matjaž Kek (Maribor, RFS Yugoslavia, 9 de septiembre de 1961) es un exfutbolista y entrenador esloveno. Actualmente dirige a la selección de Eslovenia.

## Carrera como futbolista
Kek comenzó su carrera en su club local NK Maribor, antes de pasar a otro equipo con base en Maribor, Železničar Maribor. En 1980, regresó a Maribor. En 1985 se incorporó al club austriaco Spittal / Drau, donde permaneció durante tres temporadas. Kek luego se transfirió a otro club austriaco, GAK de la Bundesliga austríaca donde jugó durante siete años. Después de eso, regresó a Maribor, donde entre 1995 y 1999 ganó tres títulos de la PrvaLiga eslovena, antes de retirarse. En general, Kek hizo 280 apariciones con Maribor en todas las competiciones durante once temporadas.

## Carrera como entrenador

### Maribor
Después de terminar su carrera como jugador, Kek se quedó en Maribor, sirviendo como asistente del entrenador durante una temporada, antes de ser nombrado entrenador en marzo de 2000 después de que Bojan Prašnikar dejara el club. Inmediatamente ganó el título de liga en la temporada 1999-2000. Renunció en septiembre de 2000 después de una derrota por 3-1 contra el Korotan Prevalje. Kek regresó a Maribor como entrenador interino después de que Ivo Šušak renunciara. Un par de semanas más tarde, fue reubicado como asistente después de que Bojan Prašnikar asumiera el cargo de entrenador. En septiembre de 2002, una vez más se convirtió en entrenador del equipo y ganó el título de liga en la temporada 2002-03. Kek fue despedido por el equipo el 20 de septiembre de 2004 tras una serie de malos resultados.

### Selección de Eslovenia
Entre 2006 y 2007, Kek fue el entrenador de las selecciones nacionales sub-15 y sub-16 de Eslovenia. El 5 de enero de 2007, Kek fue nombrado entrenador de la selección nacional de Eslovenia, que llevó a la Copa Mundial de la FIFA 2010 después de vencer a Rusia en el desempate. El 24 de octubre de 2011, después de las clasificaciones fallidas para la Eurocopa 2012, Kek y la Asociación de Fútbol de Eslovenia llegaron a un acuerdo mutuo sobre la rescisión anticipada de su contrato. Fue sucedido por Slaviša Stojanović.

### Al-Ittihad
El 20 de diciembre de 2011, Kek se convirtió en el entrenador del club de Arabia Saudita Al-Ittihad, sin embargo, su breve encuentro con el fútbol árabe terminó abruptamente cuando fue despedido menos de dos meses después, el 8 de febrero de 2012.

### Rijeka
El 27 de febrero de 2013, después de más de un año sin contrato, Kek se hizo cargo del club croata de primera división HNK Rijeka. Llevó al club a la fase de grupos de la UEFA Europa League en las temporadas 2013-14 y 2014-15. En la temporada 2016-17, Kek llevó al Rijeka a su primer título de campeonato y al histórico doblete. También ganó las ediciones 2013-14 y 2016-17 de la Copa de Croacia, así como la Supercopa de Croacia de 2014. En las temporadas 2013-14, 2014-15 y 2015-16 de la Primera Liga croata, Rijeka terminó como subcampeón. Con más de cinco años en el club, Kek tiene numerosos récords del club, incluida la mayor cantidad de victorias y apariciones para un entrenador. El 24 de octubre de 2016, se convirtió en el entrenador con más años de servicio en el club con un solo nombramiento. En junio de 2017, Kek firmó un nuevo contrato de tres años con el Rijeka, que lo vinculaba hasta junio de 2020. El 7 de septiembre de 2017, Kek se convirtió en el entrenador con más años de servicio con un solo nombramiento en la historia de la Primera Liga de Croacia. Renunció el 6 de octubre de 2018 después de una derrota por 2-1 contra el HNK Gorica.

### Segunda etapa en la selección de Eslovenia
El 27 de noviembre de 2018, Kek fue nombrado entrenador de Eslovenia por segunda vez en su carrera, reemplazando al entrenador interino Igor Benedejčič. Dirigió al equipo en las clasificatorias para la Eurocopa 2020, donde terminaron en cuarto lugar con cuatro victorias en diez partidos. En 2020, Eslovenia estuvo invicta durante un récord de ocho partidos consecutivos y también terminó primero en el Grupo 3 de la Liga de Naciones de la UEFA C 2020-21 y, por lo tanto, ascendió a la Liga B.
En noviembre de 2023, logró la clasificación a la Eurocopa 2024 después de derrotar a Kazajistán por 2-1 en la última jornada, asegurando la primera aparición del país en el torneo en 24 años.En dicha competencia, quedaron eliminados en octavos de final luego de caer ante Portugal en la tanda de penaltis.

## Clubes

### Como jugador
| Club               | País       | Año       |
| ------------------ | ---------- | --------- |
| Železničar Maribor | Yugoslavia | 1979-1980 |
| Maribor            | Yugoslavia | 1980-1985 |
| Spittal / Drau     | Austria    | 1985-1988 |
| Grazer AK          | Austria    | 1988-1995 |
| Maribor            | Eslovenia  | 1995-1999 |

### Como entrenador
| Club                          | País           | Año           |
| ----------------------------- | -------------- | ------------- |
| Maribor                       | Eslovenia      | 2000          |
| Maribor                       | Eslovenia      | 2001          |
| Maribor                       | Eslovenia      | 2002-2004     |
| Selección sub-15 de Eslovenia | Eslovenia      | 2006          |
| Selección sub-16 de Eslovenia | Eslovenia      | 2006-2007     |
| Selección de Eslovenia        | Eslovenia      | 2007-2011     |
| Al-Ittihad                    | Arabia Saudita | 2011-2012     |
| Rijeka                        | Croacia        | 2013-2018     |
| Selección de Eslovenia        | Eslovenia      | 2018-presente |

## Palmarés

### Como jugador

#### Campeonatos nacionales
| Título                    | Club    | País      | Año     |
| ------------------------- | ------- | --------- | ------- |
| Primera Liga de Eslovenia | Maribor | Eslovenia | 1996-97 |
| Copa de Eslovenia         | Maribor | Eslovenia | 1996-97 |
| Primera Liga de Eslovenia | Maribor | Eslovenia | 1997-98 |
| Primera Liga de Eslovenia | Maribor | Eslovenia | 1998-99 |
| Copa de Eslovenia         | Maribor | Eslovenia | 1998-99 |

### Como entrenador

#### Campeonatos nacionales
| Título                    | Club    | País      | Año       |
| ------------------------- | ------- | --------- | --------- |
| Primera Liga de Eslovenia | Maribor | Eslovenia | 1999-2000 |
| Primera Liga de Eslovenia | Maribor | Eslovenia | 2002-03   |
| Copa de Eslovenia         | Maribor | Eslovenia | 2003-04   |
| Copa de Croacia           | Rijeka  | Croacia   | 2013-14   |
| Supercopa de Croacia      | Rijeka  | Croacia   | 2014      |
| Primera Liga de Croacia   | Rijeka  | Croacia   | 2016-17   |
| Copa de Croacia           | Rijeka  | Croacia   | 2016-17   |